# Lutizen
Die Lutizen (auch: Liutizen, Lutitzen, Luitizen) waren ein loser Bund einiger nordwestslawischer Stämme, die im Mittelalter den Südosten des heutigen Mecklenburg-Vorpommern und den Norden des heutigen Brandenburg bevölkerten. Im Gegensatz zu ihren Nachbarn entwickelten sie keinen zentralistischen Feudalstaat und widersetzten sich der Christianisierung. Verschiedentlich fand der Begriff der Lutizen auch als Oberbegriff für alle Slawen nordöstlich der unteren und mittleren Elbe Verwendung.

## Ethnische und sprachliche Einordnung
Die Lutizen gehörten zu den auch als Wenden bezeichneten Elb- und Ostseeslawen, welche den nordwestlichen Teil der Westslawen bildeten. Zuerst erwähnt wurden sie bei Adam von Bremen im Jahre 991. Der Bund stellte keine politisch-staatliche Fortsetzung des Stammesverbandes der Wilzen aus dem 8. Jahrhundert dar, sondern wurde nach dessen Zerfall durch die entstandenen Einzelstämme auf einem Teil des ehemals wilzischen Territoriums neu gebildet.
Die Lutizen sprachen polabische Dialekte, die zum lechischen Zweig des Westslawischen gerechnet werden.

## Teilstämme
Die vier Kernstämme der Lutizen bildeten die vormals abodritischen Teilstämme der Kessiner und Zirzipanen sowie die Tollenser und Redarier, die innerhalb des Bundes eine Führungsrolle einnahmen. Das Siedlungsgebiet dieser Teilstämme erstreckte sich im heutigen Mecklenburg-Vorpommern von der Warnow im Westen in den Großraum um die Flüsse Peene und Tollense sowie den Tollensesee. An der Peripherie waren weitere Teilstämme zugehörig, etwa die Zamzizi im Ruppiner Land, die südlich davon ansässigen Heveller im Havelraum oder die Ukrer in der Uckermark.
Zentrum des Lutizenbundes war dessen wohl nahe dem Tollensesee im Siedlungsgebiet der Redarier gelegene Kultheiligtum Rethra (auch Riedegost).

## Organisation des Bundes
Der Bund hatte eine Volksversammlung, aber keine zentrale Führung. Die Stämme behielten also weitgehend ihre Autonomie, sprachen sich aber insbesondere in militärischen Belangen untereinander ab. Dieser Umstand zeichnete den Bund gegenüber seinen Nachbarn aus, bei denen es sich um Territorialstaaten mit einer (adligen) Zentralgewalt handelte, machte ihn aber auch zum Expansionsziel derselben (insbesondere Herzogtum Sachsen und Polen).

## Religion
Die liutizischen Stämme übten eine stark an der Natur orientierte Religion aus und praktizierten dabei ein Kultwesen, welches eine Variante der slawischen Religionen vor der Christianisierung darstellt. In verschiedenen lokalen Tempeln wurden vielgesichtige Gottheiten verehrt, es gab Orakel und Opferriten. Hauptheiligtum war der Tempel in Rethra, wo Svarožić verehrt wurde (der Name des Tempels und des Gottes Riedegost – in variablen Schreibweisen – wurde teilweise synonym verwendet).
In Rethra gab es ein Orakel, in dem ein heiliges weißes Ross als Medium benutzt wurde. Analoge Orakel sind auch aus dem Svantevitheiligtum des Ranenfürstentum in Arkona und dem Triglawheiligtum der Pomoranen in Stettin bekannt. Ein weiteres Orakeltier in Rethra war ein heiliger Eber.
Es ist aus Rethra auch ein Menschenopfer belegt, nämlich der Mecklenburger Bischof Johannes im Jahre 1066.

## Blütezeit des Bundes (983–1056)

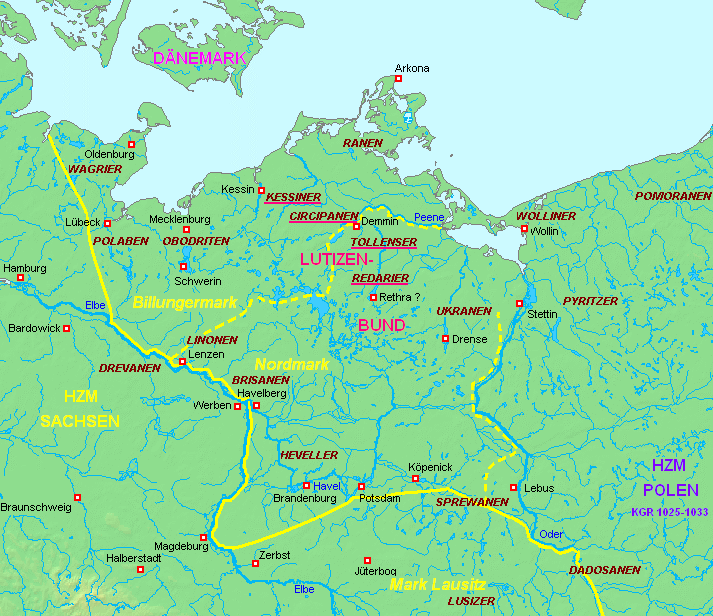
Lutizenbund (Kernstämme rot unterstrichen) 983–1056/57

Die Lutizen waren führend am großen Slawenaufstand von 983 beteiligt, welcher von Rethra ausging. Bereits vorher hatten sie sich gegen die Bestrebungen Kaiser Ottos I. gewehrt, den östlichen Elberaum unter deutsche Herrschaft zu zwingen.
Kaiser Otto III. bekämpfte sie noch, etwa mit Unterstützung des polnischen Herzogs Bolesław I. in einem Feldzug von 995, doch konnte sie Ottos Nachfolger Heinrich II. 1003 in Quedlinburg als Verbündete gegen Bolesław I. und 1005 und 1017 zur Teilnahme an einem Feldzug gegen denselben gewinnen. Dies hatte jedoch mehrere polnische Einfälle in das Lutizengebiet zur Folge. Das gegen Polen gerichtete Bündnis mit den Deutschen hielt nicht lange vor, bereits 1036 und 1045 gab es deutsche Feldzüge in das Lutizengebiet, wobei das sächsische Heer in letzterem völlig besiegt wurde. Noch 1056 konnten die Lutizen ein sächsisches Heer unter Wilhelm von der Nordmark bei Havelberg vernichtend schlagen.
Die Lutizen wurden durch ihre Erfolge darin bestärkt, an ihren heidnischen Bräuchen festzuhalten.

## Zerfall des Bundes und Untergang der Stämme
1057 kam es durch die Rivalität des liutizischen Adels zu einem Bruderkrieg zwischen den Stämmen der Kessiner und Zirzipanen auf der einen Seite der Peene sowie den Redariern und Tollensern auf deren anderer Seite. Aus diesem Krieg gingen die Zirzipanen als Sieger hervor. Die Besiegten riefen daraufhin Gottschalk, den Fürsten der Obodriten und eifrigen Verfechter einer Christianisierung der Slawen, Herzog Bernhard von Sachsen und den König von Dänemark zu Hilfe. „Schließlich boten die Circipanen 15 000 Pfund Silber und erkauften sich dadurch den Frieden. Die Unseren kehrten ruhmreich heim; vom Christentum war nicht die Rede, die Sieger waren nur auf Beute bedacht“, schrieb damals der Domherr Adam von Bremen über das Ende dieses Krieges.
Im Befreiungskrieg von 1066 nahmen die Lutizen den Bischof Johannes I. nach erfolgreichen Sturm auf die Mecklenburg gefangen und opferten ihn in der Tempelburg Rethra am 10. November 1066 ihrem Gott Radegast. Auf Rache sinnend, drang daraufhin Bischof Burchard II. von Halberstadt an der Spitze eines von Heinrich IV. zusammengestellten Heeres bis nach Rethra vor und zerstörte dort das Hauptheiligtum der Slawen. Der Feldzug König Heinrichs IV. im Winter des darauffolgenden Jahres dürfte sich trotz der Bezeichnung der Gegner bei Lampert von Hersfeld als „Luticios“ gegen die Wagrier unter ihrem Teilstammesfürsten Kruto gerichtet haben. Feldzüge sächsischer Herzöge in das Lutizengebiet fanden etwa 1100, 1114, 1121 und 1123 statt. Auch Dänen und die nunmehr unter polnischer Hoheit stehenden Pomoranen führten Feldzüge gegen die Lutizen. Die Pomoranen stießen 1128 weit ins Stammesgebiet der Zirzipanen vor und verleibten ihrem Herzogtum den südlichen Teil des späteren Vorpommern ein.
Trotz der militärischen Niederlagen behielten die Lutizen weiter ihre Unabhängigkeit, bis 1147 sächsische, dänische und polnische Fürsten den Wendenkreuzzug gegen die Lutizen führten und damit deren Ende einläuteten. Im Ergebnis wurden die liutizischen Lande zwischen den Herzogtümern Pommern (Südvorpommern) und Mecklenburg (Ostteil) sowie der Mark Brandenburg (Nordteil) aufgeteilt und damit dem Heiligen Römischen Reich einverleibt. Die bereits durch viele Kriegsjahre dezimierte slawische Bevölkerung wurde christianisiert und im Zuge der zunehmend deutschen Besiedlung assimiliert.

## Forschungsgeschichte
Geprägt vom deutsch-slawischen Gegensatz des 19. und 20. Jahrhunderts standen sich bis zum Ende des Kalten Krieges zwei unterschiedliche Interpretationen der Lutizengeschichte gegenüber. In Deutschland deuteten die Historiker den lutizischen Sonderweg als eine von Anfang an zum Scheitern verurteilte Fehlentwicklung, die im Untergang der religiösen, kulturellen und politischen Identität der Lutizen enden musste. Dagegen erblickte die polnische Westforschung die Sinnhaftigkeit des Lutizenbundes in der zeitweiligen Abwehr der deutschen Expansion nach Osten, die eine Eigenentwicklung des hinter der elbslawischen „Barriere“ gelegenen Polen erst ermöglicht habe.
Beides wird seit den 1990er Jahren nicht mehr vertreten, da die Lutizen selbst ihr gentilreligiös-bündisch organisiertes Gemeinwesen weder als sinnlos noch als „Wellenbrecher“ verstanden haben dürften. Stattdessen wurde damit begonnen, kulturelle und ethnische Angleichungsprozesse unter der Führerschaft von „Traditionskernen“ bei den Lutizen zu untersuchen. In diesem Zusammenhang hat sich Christian Lübke mit dem ethnischen Bewusstsein der Lutizen befasst. Er vermutet bei den Lutizen eine „kriegerische, größenwahnsinnige und Überlegenheit vortäuschende Form des Ethnozentrismus“. Die Anwendung eines modernen ethnologischen Modells auf eine mittelalterliche Ethnie ist auf Kritik gestoßen. Für eine Übertragbarkeit des Modells fehle es an einer vertieften Untersuchung der Darstellungsabsicht Thietmar von Merseburgs, dessen chronikalische Berichte die Erkenntnisgrundlage Lübkes bilden.